# Diastylopsis dawsoni
Diastylopsis dawsoni är en kräftdjursart som beskrevs av Smith 1880. Diastylopsis dawsoni ingår i släktet Diastylopsis och familjen Diastylidae. Inga underarter finns listade i Catalogue of Life.